# Paraxerus alexandri
Paraxerus alexandri es una especie de roedor de la familia Sciuridae.

## Distribución geográfica
Se encuentran en República Democrática del Congo y Uganda.

## Hábitat
Su hábitat natural son: tierras de baja altitud subtropicales o tropicales bosques húmedos.